# Gonomyia (Gonomyia) parvistyla
Gonomyia (Gonomyia) parvistyla is een tweevleugelige uit de familie steltmuggen (Limoniidae). De soort komt voor in het Neotropisch gebied.